# فهرست قنات‌های شهرستان سنندج
جدول زیر براساس آمار وزارت جهاد کشاورزی تهیه شده‌است. فهرست زیر قنات‌های شهرستان سنندج در استان کردستان را نشان می‌دهد.
| نام قنات            | موقعیت                  | نزدیک‌ترین روستا | طول قنات (متر) | تعداد میله چاه | عمق مادر چاه | دبی (لیتر بر ثانیه) | سطح زیر کشت (هکتار) |
| ------------------- | ----------------------- | --------------- | -------------- | -------------- | ------------ | ------------------- | ------------------- |
| باغ آض              | بخش مرکزی شهرستان سنندج | نوره            | ۲۰۰            | ۲۰             | ۲۰           | ۳                   | ۵۰                  |
| باغ گویز(طوقه گوره) | بخش مرکزی شهرستان سنندج | نوره            | ۲۵۰            | ۱۷             | ۱۷           | ۱۲                  | ۴۰                  |
| برآباد              | بخش مرکزی شهرستان سنندج | سرخه دزج        | ۲۵۰            | ۱۲             | ۱۵           | ۱۲                  | ۸۰                  |
| بیلو                | بخش مرکزی شهرستان سنندج | ارندان          | ۲۴۰            | ۱۶             | ۱۲           | ۱۲                  | ۱۵۰                 |
| حصل دشت گوره        | بخش مرکزی شهرستان سنندج | نوره            | ۲۰۰            | ۱۵             | ۲۰           | ۱۲                  | ۱۰۰                 |
| حصل هرزله چادرگاه   | بخش مرکزی شهرستان سنندج | نوره            | ۳۰۰            | ۱۵             | ۲۰           | ۱۴                  | ۱۲۰                 |
| حصل ینجه چادرگاه    | بخش مرکزی شهرستان سنندج | نوره            | ۲۰۰            | ۱۷             | ۲۰           | ۱۰                  | ۸۰                  |
| خان احمد            | بخش مرکزی شهرستان سنندج | امروله          | ۱۲۰            | ۵              | ۱۰           | ۸                   | ۲۰                  |
| دول حاجی محمود      | بخش مرکزی شهرستان سنندج | سو              | ۱۶۰            | ۶              | ۷            | ۵                   | ۱۰                  |
| دول کاریز           | بخش مرکزی شهرستان سنندج | خوشاب           | ۱۰۰            | ۶              | ۷            | ۵                   | ۳۰                  |
| دون زیاران حصل طاهر | بخش مرکزی شهرستان سنندج | نوره            | ۳۰۰            | ۱۵             | ۱۵           | ۱۰                  | ۷۰                  |
| زرشک                | بخش مرکزی شهرستان سنندج | عنبرنران        | ۱۸۰            | ۹              | ۱۵           | ۱۰                  | ۵۰                  |
| سرتپ                | بخش مرکزی شهرستان سنندج | خروسه           | ۱۵۰            | ۱۷             | ۱۵           | ۲۰                  | ۳۵                  |
| قمر                 | بخش مرکزی شهرستان سنندج | امروله          | ۸۰             | ۴              | ۱۵           | ۴                   | ۱۰                  |
| ناوباغ              | بخش مرکزی شهرستان سنندج | دوشان           | ۹۰۰            | ۳۰             | ۳۵           | ۲۰                  | ۴۰۰                 |
| هانه وزیران         | بخش مرکزی شهرستان سنندج | حسن‌آباد         | ۳۵۰            | ۱۳             | ۱۵           | ۱۰                  | ۷۰                  |
| پیرخارزرشک          | بخش مرکزی شهرستان سنندج | کیلاند          | ۳۲۰            | ۱۶             | ۲۰           | ۱۰                  | ۹۰                  |
| کاریز آقائی         | بخش مرکزی شهرستان سنندج | منصوربلاغی      | ۲۴۰            | ۱۲             | ۲۰           | ۱۰                  | ۴۵                  |
| کاریز بالا          | بخش مرکزی شهرستان سنندج | خشکه دول        | ۱۲۰            | ۵              | ۱۸           | ۱۰                  | ۵۰                  |
| کاریز پائین         | بخش مرکزی شهرستان سنندج | خشکه دول        | ۱۳۰            | ۷              | ۲۰           | ۱۰                  | ۴۰                  |
| کاریز پیر           | بخش مرکزی شهرستان سنندج | دوشان           | ۸۵۰            | ۲۵             | ۳۵           | ۱۵                  | ۳۰۰                 |
| کاریزه              | بخش مرکزی شهرستان سنندج | حسین‌آباد        | ۱۰۰            | ۶              | ۱۰           | ۵                   | ۲۵                  |
| کال کن              | بخش مرکزی شهرستان سنندج | امروله          | ۲۶۰            | ۱۳             | ۱۲           | ۱۰                  | ۷۰                  |
| کانی پنگان          | بخش مرکزی شهرستان سنندج | سرخه دزج        | ۱۲۰            | ۶              | ۱۵           | ۷                   | ۲۰                  |
| کاکل                | بخش مرکزی شهرستان سنندج | نران            | ۱۲۰            | ۴              | ۱۵           | ۵                   | ۱۵                  |